# Al-Hajjaj ibn Yusuf
al-Ḥajjāj ibn Yūsuf al-Thaqafī (in arabo الحجاج بن يوسف الثقفي‎?; Ta'if, 661 – Wasit, 714) è stato un generale arabo.
Fu il più importante generale al servizio dei primi califfi della prima epoca omayyade, per i quali condusse varie operazioni di guerra contro ʿAbd Allāh ibn al-Zubayr, che alla fine sconfisse. Ibn al-Zubayr si era dichiarato califfo, opponendosi così alla dinastia omayyade e occupando La Mecca e tenendo sotto controllo la parte meridionale dell'Iraq grazie a suo fratello.

## Gioventù
Al-Ḥajjāj nacque in una famiglia di umili condizioni, i cui componenti avevano lavorato come cavapietre e muratori. Sua madre, al-Fari'a, era stata sposata inizialmente ad al-Mughira ibn Shu'ba, nominato Wālī di Kufa dal primo Califfo omayyade, Muʿāwiya I (r. 661–680). Da ragazzo, al-Ḥajjāj fu soprannominato Kulayb ("cagnolino"), laqab con cui qualcuno lo canzonerà in futuro. 

Non sappiamo molto del periodo precedente alla professione da lui ricoperta di maestro (muʿallim), ma sappiamo che prese parte alla Seconda Fitna, combattendo nelle battaglie della Ḥarra, nei pressi immediati di Medina (682), e di al-Rabādha (684), senza tuttavia particolare distinzione. Il primo incarico pubblico fu quello di governatore di Tabāla, nella regione della Tihāma, senza illustrarsi in modo particolare.

## Nellashurṭadel Califfo
Poco tempo dopo ʿAbd al-Malik b. Marwān (r. 685–705) salì sul trono e al-Ḥajjāj si trasferì nella capitale califfale di Damasco, entrando a far parte della shurṭa del Califfo. Lì attirò l'attenzione di ʿAbd al-Malik per la rapidità e l'efficienza con cui era riuscito a ripristinare la situazione dopo l'ammutinamento delle truppe destinate alla scorta del Califfo nella sua campagna militare contro Mus'ab ibn al-Zubayr in Iraq.

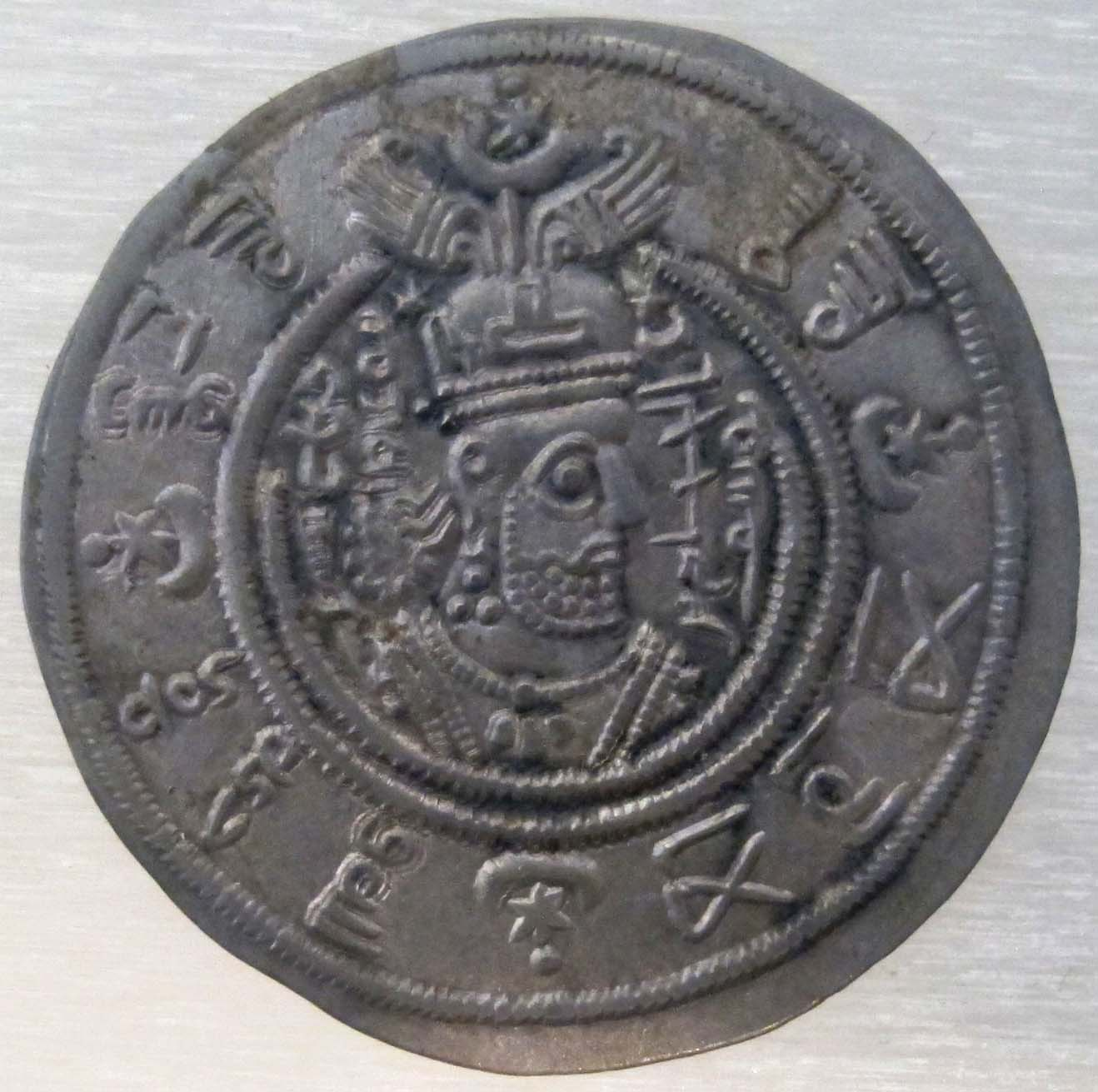
Un dirham del 695, di chiara derivazione sasanide, rappresentante al-Ḥajjāj b. Yūsuf.
(Parigi, Cabinet des médailles).

Come esito, il Califfo gli affidò il comando della retroguardia del suo esercito. Compì in tale veste vari atti di valore, al punto tale che il Califfo, dopo la disfatta di Muṣʿab, decise di prenderlo con sé per assoggettare il fratello Muṣʿab, l'"anticaliffo" ʿAbd Allāh b. al-Zubayr, asserragliatosi a Mecca. 

A fine 691 uscì da Kufa alla testa di 2 000 Siriani. Acquartieratosi a Ṭāʾif, il Califfo gli ordinò di riportare all'ordine Ibn al-Zubayr, con le buone o le cattive, evitando però spargimenti di sangue nella Città Santa dell'Islam. Ibn al-Zubayr tuttavia respinse le profferte di ʿAbd al-Malik e al-Ḥajjāj, dopo aver ottenuto rinforzi e il permesso califfale, si mosse contro Mecca. Le truppe omayyadi, indifferenti alle disposizioni del Califfo, bombardarono le città con catapulte dal monte Abū Qubays, malgrado il ḥajj in atto e la presenza di numerosi pellegrini.
Nell'ottobre del 692, dopo sette mesi di assedio e la defezione di diverse migliaia di sostenitori di Ibn al-Zubayr, compresi due dei suoi figli, Ibn al-Zubayr fu ucciso, mentre resisteva impavidamente attorno alla Caaba.

## Governatore del Ḥijāz, Yemen e Yamāma
Come ricompensa, ʿAbd al-Malik gli assegnò il governatorato del Ḥijāz, Yemen e della al-Yamāma. In tale veste, al-Ḥajjāj guidò ilo pellegrinaggio del 73E. (693-694 CE), e provvide a restaurare la Caaba nelle sue dimensioni originali (ma sul fatto esistono varie opinioni contrarie), rifiutando i cambiamenti imposti da Ibn al-Zubayr a seguito dei danni involontariamente prodotti da un incendio provocato dai suoi stessi sostenitori) nel primo assedio omayyade nel 683.
 
Il suo ripristino dell'ordine costituito si accompagnò però a misure di grande severità, che ne offuscarono l'immagine, malgrado in varie occasioni esse fossero mitigate dallo stesso Califfo.

## Governatore d'Iraq
Successivamente fu inviato dagli Omayyadi a pacificare l'Iraq, di cui fu governatore per vent'anni. Abile stratega e amministratore al contempo, riuscì a espandere il territorio dell'Islam in India e nell'Asia Centrale, ma si guadagnò una pessima fama con la crudeltà e le numerose brutalità di cui era capace.
Ai primi del 694, il Califfo ʿAbd al-Malik inviò al-Ḥajjāj a governare l'Iraq. Questo significava pieni poteri su Kufa e Baṣra, fuori controllo fin dall'età di Ziyād b. Abī Sufyān (o Ibn Abīhi), venti anni prima. Il Califfo aveva nominato dapprima suo fratello Bishr ibn Marwan governatore di Kufa, ma quando questi morì, ebbe fine ai primi del 694, anche questo "esperimento di governo familiare" (Hugh N. Kennedy) s'era dimostrato inapplicabile e al-Ḥajjāj - la cui abilità e lealtà erano fuori discussione - fu quindi nominato per quel posto cruciale. Il governatorato d'Iraq era infatti "il più importante e qualificato posto amministrativo dello Stato islamico", visto che non abbracciava il solo Iraq ma tutti i territori conquistati dai due miṣr del califfato (Kūfa e Baṣra), i.e. il Fārs e il Khurasan, oltre a varie altre province orientali. Il Governatore era competente anche per la super-provincia della storica Mesopotamia, fino alle frontiere con l'Asia Centrale e al subcontinente indiano: metà del complessivo territorio califfale, con oltre il 50% delle sue entrate. Inoltre l'incarico era particolarmente sensibile politicamente, a causa della protratta storia del Kharijismo e del dissenso politico (innanzi tutto alide) in Iraq, particolarmente a Kufa. 

Un simile malcontento era il frutto di irrisolti problemi tribali, economici e politici. La popolazione di Kūfa era composta praticamente da tutte le tribù arabe, ma anche da quanti erano rimasti scontenti per le guerre della ridda. Sebbene ospitasse le fertili terre del Sawad, molti dei suoi terreni erano stati assegnati ai principi omayyadi, mentre alle forze conquistatrici e ai Kufani (per lo più filo alidi) erano state destinate, con varie deboli giustificazioni, terre di minor pregio. Agli abitanti di Baṣra erano stati garantiti terreni agricoli di maggior pregio, nel ricco Khorāsān o nel Sindh: ben diversi dai difficili territori assegnati ai Kufani, che si estendevano nelle aspre montagne del Jibal e della Persia centrale. L'autorità di al-Ḥajjāj fu estesa poi al Khurasan e al Sistan. In queste cariche rimase fino alla sua morte nel 714 e la sua amministrazione politica, economica e militare fu confermata anche da al-Walīd (r. 705–715), figlio e successore di ʿAbd al-Malik.

## La rivolta di Ibn al-Ashʿath e sua conclusione
Arrivando a Kūfa, al-Ḥajjāj trovò la città in una condizione di grande subbuglio. Le truppe di Baṣra e Kūfa, acquartierate a Ramhurmuz sotto il commando di al-Muhallab b. Abī Ṣufra, avevano lasciato i loro accampamenti dopo la morte di Bishr b. Marwān per sistemarsi in città. Per ripristinare l'ordine e la disciplina, Ḥajjāj annunciò che ogni uomo che non fosse rientrato negli accampamenti entro tre giorni sarebbe stato messo a morte e le sue proprietà confiscate. Il suo celeberrimo discorso, tenuto nella moschea locale, viene "spesso citato come esempio dell'eloquenza araba" (G. R. Hawting).
La città era in una condizione di grande subbuglio. Le truppe di Baṣra e Kufa, ostentatamente acquartierate a Ramhurmuz sotto il commando di al-Muhallab b. Abī Ṣufra avevano lasciato i loro accampamenti dopo la morte di Bishr b. Marwān per sistemarsi in città. Per ripristinare la disciplina, Ḥajjāj annunciò che ogni uomo che non fosse rientrato negli accampamenti entro tre giorni sarebbe stato messo a morte e le sue proprietà aperte alla razzia. La promessa fu mantenuta ma, quando si stava per versare alle truppe il loro soldo, al-Ḥajjāj dovette fronteggiare un altro ammutinamento condotto da Ibn al-Jarūd perché le paghe erano state tagliate e le truppe rifiutarono di acconsentire a quella misura.
Superate anche queste nuove difficoltà, al-Ḥajjāj spedì truppe contro i kharigiti. 

Nel 696, al-Muhallab sconfisse gli Azāriqa (branca dei kharigiti) che si erano riuniti attorno a Qaṭarī ibn al-Fujāʾa, acclamato loro "califfo". Nella primavera del 697, fu sconfitto un altro esponente kharigita in armi, Shabīb ibn Yazīd, sul fiume Karun (detto Dujayl, "piccolo Tigri") in Khuzistan con l'aiuto di truppe siriane. Nello stesso anno, al-Ḥajjāj soppresse la ribellione del Governatore di al-Madāʾin, al-Mutarrif ibn al-Mughīra ibn Shuʿba, che s'era alleato coi kharigiti.

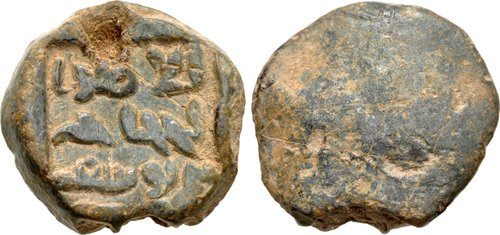
Sigillo di al-Ḥajjāj b. Yūsuf.

Queste campagne militari sradicarono quasi la ribellione kharigita, ma al pesante costo delle relazioni del Califfato con gli Iracheni, da sempre assai vicini alla causa alide: le campagne contro i kharigiti furono estremamente impopolari, e misure come quella di tagliare il soldo ai militari, secondo Hugh N. Kennedy, "[sembra] quasi avessero spinto gli Iracheni a ribellarsi, come se avessero cercato una scusa per attuare la loro opposizione". 
La deflagrazione della rivolta anti-omayyade avvenne nel 699: quando al-Ḥajjāj conferì il governatorato del Khorāsān e Sistān ad al-Muhallab. In Sistān, tuttavia, la situazione era assai più instabile, e la regione aveva sostanzialmente bisogno di essere riconquistata. Un esercito guidato dal locale governatore ʿUbayd Allāh ibn Abī Bakra aveva patito una grave sconfitta a opera del signore del regno dello Zabulistan, noto come Zunbīl, e al-Ḥajjāj ordinò quindi ad ʿAbd al-Raḥmān b. Muḥammad b. al-Ashʿath, il più importante esponente dell'aristocrazia kufana (gli ashrāf), di mettersi alla guida di un esercito che marciasse contro lo Zunbīl. L'esercito fu levato a Kufa e lo splendore del suo equipaggiamento gli meritò la definizione di "Esercito del Pavone" (Jaysh al-ṭawāwīs).

Questa spedizione fu il primo passo della ribellione che seguirà, che fu quasi sul punto di distruggere la potenza di al-Ḥajjāj e degli Omayyadi in Iraq.
ʿAbd al-Raḥmān b. Muḥammad b. al-Ashʿath guidò il suo esercito in Sistān, e, come scrive A. Dietrich: "inizialmente condusse la sua campagna con accuratezza e ligio agli ordini ricevuti; pacificò ogni territorio conquistato, assicurò i rifornimenti e fece adattare le sue truppe gradualmente alle differenti condizioni climatiche". Al-Ḥajjāj, tuttavia, spedì una missiva dietro l'altra al suo generale, domandandogli che procedesse a un attacco immediato contro lo Zunbīl. Il tono di tali missive era estremamente offensivo, e minacciò di deporre ʿAbd al-Raḥmān ibn al-Ash'ath e di nominare il suo stesso fratello Isḥāq al comando della spedizione. 

Il tono brusco e le richieste irragionevoli di al-Ḥajjāj, e l'evidente riluttanza delle truppe a protrarre il proprio impegno lontano da casa, in quella campagna dai contorni complessi e pesanti, provocò un vasto ammutinamento, condotto dallo stesso ʿAbd al-Raḥmān. L'esercito ribelle rientrò in Iraq, con una massa di persone che era salita a circa 100000 persone, grazie al forte malcontento contro il potere omayyade, e si trasformò così in una vera e propria insurrezione contro al-Ḥajjāj - denunciato come "nemico di Allāh" e un nuovo Faraone — e contro gli Omayyadi.
Al-Ḥajjāj tentò di bloccarli a Tustar, ma i rivoltosi uscirono vittoriosi dallo scontro (primi del 701). Al-Ḥajjāj abbandonò precipitosamente Baṣra nelle mani degli insorti e Ibn al-Ashʿath vi entro trionfante. Rafforzato da nuove truppe siriane, al-Ḥajjāj tentò di lucrare una vittoria minore, dopo che il grosso dell'esercito ribelle aveva lasciato Baṣra per la sua roccaforte naturale: Kufa. Al-Ḥajjāj riprese così Baṣra e tallonò Ibn al-Ashʿath verso Kufa, accampandosi nei pressi della città. Il progresso di Ibn al-Ashʿath aveva preoccupato non poco la corte omayyade che cercava di raggiungere un accordo negoziato, anche se continuava a inviare rinforzi siriani ad al-Ḥajjāj. ʿAbd al-Malik offrì di deporre al-Ḥajjāj, nominare Ibn al-Ashʿath nuovo Governatore in sua vece su uno dei due miṣr iracheni, e di innalzare il soldo dei militari iracheni, così da equipararli a quelli siriani.
Ibn al-Ashʿath era incline ad accettare l'accordo, ma l'elemento più radicale tra i suoi seguaci, specialmente i cosiddetti qurrāʾ, rifiutarono, persuasi che i termini dell'accordo offerti nascondessero una sostanziale debolezza omayyade, e spinsero per una vittoria decisiva.
I due eserciti si scontrarono nella battaglia di Dayr al-Jamajim nell'aprile del 701, che si concluse con una schiacciante vittoria per al-Ḥajjāj e per le sue truppe siriane, assai più disciplinate. Kufa si arrese subito dopo, e al-Ḥajjāj indebolì ulteriormente il residuo sostegno di cui godeva Ibn al-Ashʿath promettendo l'amnistia per coloro che si fossero arresi, purché avessero riconosciuto che la loro ribellione equivaleva all'abbandono dell'islam. Quanti rifiutarono furono giustiziati. i superstiti dell'esercito ribelle fuggirono a Baṣra, ma ne furono subito cacciati e inseguiti dai Siriani in Khuzistan e Sistan. Qui Ibn al-Ashʿath cercò rifugio presso lo Zunbīl, ma fu assassinato da questo e si suicidò per evitare di arrendersi ad al-Ḥajjāj. Numerosi elementi di quello che era stato l'esercito sconfitto provarono a dirigersi su Herat, ma furono sgominati dal figlio di al-Muhallab, Yazid ibn al-Muhallab, che sterminò i ribelli provenienti dall'Arabia meridionale (Yemeniti o Rabīʿa), lasciando andare quelli di provenienza settentrionale (Mudariti, o Qaysiti).
Il fallimento della rivolta di Ibn al-Ashʿath rafforzò intuibilmente il controllo omayyade sull'Iraq. Nel 702 al-Ḥajjāj fondò la città di Wāsiṭ, situata a metà strada tra Baṣra e Kufa, dove spostò immediatamente la sua sede. Qui radunò tutte le forze siriane presenti in Iraq, apparentemente al fine di controllare i soldati siriani e prevenire i loro eccessi a scapito della popolazione, ma in realtà per isolarli dall'elemento locale e rafforzare il loro sentimento di lealtà nei suoi confronti. Da quel momento in poi l'Iraq passò sotto l'occupazione virtuale siriana, e gli Iracheni, a prescindere dal loro status sociale, furono privati di ogni potere reale nel governo della regione. Al-Ḥajjāj divenne così l'incontrastato signore non solo dell'Iraq, ma dell'intero Oriente islamico. Il solo governatore del Khurasan, Yazīd ibn al-Muhallab, mantenne in qualche modo la propria autonomia. Sebbene Yazīd fosse in condizione di rifiutare di ubbidire a diverse convocazioni alla corte di Wāsiṭ, infine al-Ḥajjāj persuase nel 704 il Califfo a licenziarlo, e Yazīd finì con l'essere incarcerato.

## Sistemazione della redazione del Corano
Ad al-Ḥajjāj si deve gran parte della ricostruzione della Kaʿba dopo la riconquista della Mecca occupata da Ibn al-Zubayr e - da esperto riconosciuto generalmente di lingua araba - l'introduzione del sistema dei segni vocalici presi in prestito dal siriaco - le cosiddette ḥarakāt - e quello della puntuazione dei vari omografi dell'alfabeto arabo, per rendere più chiara e sicura la lettura del Corano.
Ciò non gli evitò l'accusa alide di aver modificato il testo arabo coranico, correggendone alcune discrasie linguistiche.
Il Corano poté quindi essere messo per iscritto e dotato di un compiuto corredo di vocali e di lettere non più equivocabili. Tale versione divenne il canone riconosciuto ed è sopravvissuta poi nei secoli, fino ai nostri giorni, malgrado gli sciiti credano che esso sia certamente autentico, ma difettivamente, a causa dell'intenzionale amputazione di alcuni versetti e di una breve sura, che avrebbero riguardato la precisa indicazione della successione califfale al Profeta di 'Ali ibn Abi Talib, avvenuta vario tempo più tardi, dopo comunque tre califfi, nemici del cugino del Profeta.